# Cervià de Ter
Cervià de Ter – gmina w Hiszpanii, w prowincji Girona, w Katalonii, o powierzchni 9,98 km². W 2011 roku gmina liczyła 906 mieszkańców.